# Беласко (театр)
«Бела́ско» (англ. The Belasco Theatre) — бродвейский театр, расположенный в западной части 44-й улицы в Театральном квартале Манхэттена, Нью-Йорк, США. Принадлежит компании «The Shubert Organization».

## История
Театр под названием (англ. Stuyvesant Theatre) открылся 16 октября 1907 года мюзиклом «Человек Великой армии» с Антуанеттой Перри. Спустя три года театру дано название «Беласко» в честь продюсера, импресарио и драматурга Дэвида Беласко. Фактическим владельцем здания был Мейер Р. Бимберг. После его смерти в 1931 году театр сдавался в аренду артистам и продюсерам. 
В 1949 году театр приобретает «The Shubert Organization». В последующие три годы компания сдаёт его в аренду «NBC». С 22 апреля 2014 года по 13 сентября 2015 года здесь проходил бродвейский прокат мюзикла «Хедвиг и злосчастный дюйм». Постановка стала самой продолжительной в истории «Беласко».

## Легенда о призраке
В XX веке с театром была популярна одна из городских легенд. Согласно ей каждую ночь здание посещал призрак Дэвида Беласко. Некоторые сотрудники и посетители театра утверждали, что видели привидение даже во время спектакля. После постановки ревю «О, Калькутта!», в котором артисты появляются обнажёнными, призрак исчез и больше не появлялся.

## Основные постановки
- 1916: «Семь шансов»
- 1938: «Ракета на Луну»
- 1958: «Джейн Эйр»
- 1971: «О, Калькутта!»
- 1995: «Гамлет»
- 2004: «Дракула»
- 2006: «Проснись и пой!»
- 2005: «Юлий Цезарь»
- 2012: «Конец радуги»; «Золотой мальчик».
- 2013: «Двенадцатая ночь»; «Ричард III»
- 2014: «Хедвиг и злосчастный дюйм»
- 2016: «Чёрный дрозд» (текущая)